# Marius Hiller
Marius Hiller,  también conocido como Eduardo Hiller (Pforzheim, Alemania; 5 de agosto de 1892 - Buenos Aires, Argentina; 17 de octubre de 1964) fue un futbolista alemán nacionalizado argentino. Era el sobrino del alemán Arthur Hiller.

## Biografía
"Bubi" Hiller copió a sus tíos, Arthur Hiller y Wilhelm. Aprovechó todas las oportunidades para ir con ellos a entrenar, como Joachim Hiller, en la actualidad.
El 3 de abril de 1910, debutó en la Selección Alemana en una victoria de 3-2 contra Suiza en Basilea. Él convirtió un gol que sirvió para ganar el partido y es, hasta ahora, el goleador más joven en la Selección Alemana.
Arrancó su carrera en 1. FC Pforzheim y por motivos profesionales en 1912 se ficha en FC La Chaux-de-Fonds. En 1913 emigró como representante de una empresa federal de vigilancia en la Argentina. En su nuevo hogar, continuó su carrera futbolística en CA All Boys y Gimnasia y Esgrima de Buenos Aires, donde fue goleador de primera división de 1916 con 16 goles. Con la selección de Buenos Aires ganó el Copa Mariano Reyna de ese año derrotar a la selección de Rosario.
En Avellaneda, celebró el 15 de agosto de 1916 con un gol en su debut con la "albi celeste" en la victoria por 3-1 sobre Uruguay. Por motivos familiares regresó a 1. FC Pforzheim en el Viejo Continente. Más tarde volvería a Argentina y con 33 años terminaría allí su carrera futbolística apos de jugar 1921-22 en CA Estudiantil Porteño e 1924 en Sportivo Barracas 1925 en CA All Boys.
Jugó 3 partidos para la Selección del Imperio Alemán de 1910 a 1911 y dos partidos para la Selección Argentina en 1916 donde convirtió 4 goles.

## Distinciones individuales
| Distinción                                                  | Año  |
| ----------------------------------------------------------- | ---- |
| Máximo goleador de Primera División de Argentina (16 goles) | 1916 |